# Phaeorrhiza nimbosa
Phaeorrhiza nimbosa är en lavart som först beskrevs av Elias Fries, och fick sitt nu gällande namn av H. Mayrhofer & Poelt. Phaeorrhiza nimbosa ingår i släktet Phaeorrhiza och familjen Physciaceae.  Arten är reproducerande i Sverige. Inga underarter finns listade i Catalogue of Life.